# 金中都
金中都，即金朝的都城中都，行政区划上属中都路大兴府，故又名大兴城，位于今北京西城至丰台一带，贞元元年三月二十六日（1153年4月21日）金海陵王完颜亮迁都于此，至贞祐二年五月十八日（1214年6月27日）金宣宗完颜珣离开中都，随后在七月南迁到达汴京，至此中都作为金朝都城共61年。贞祐三年五月初二（1215年5月31日），金中都被元太祖成吉思汗攻陷，城池遭受毁坏。

## 历史

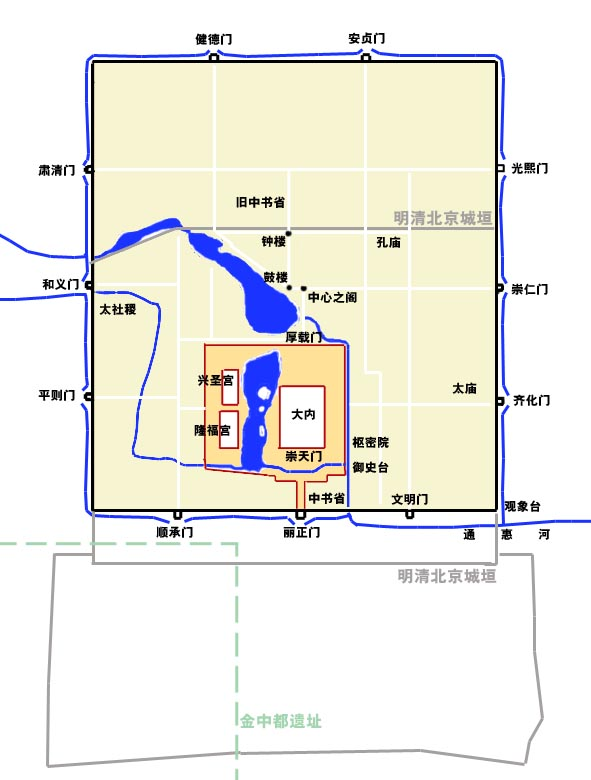
元大都平面布局，金中都在其西南面。

金海陵王完颜亮弑金熙宗后即位，于天德三年（1151年）四月颁布诏书决定自上京迁都燕京。完颜亮任命张浩、苏保衡等营建都城，参照北宋都城開封府的规划和建筑式样，在辽南京城的基础上在东、西、南三个方向往外扩展，共动用了一百二十万人，历经两年，至天德五年（1153年）始告完成。于贞元元年三月二十六日（1153年4月21日）正式迁都，改元貞元。改燕京为中都，定名为中都大兴府；又稱「永安」。因中都建城時挖出銘文為「永安一千」的古錢，群臣以為祥瑞，便模仿「長安」稱中都為「永安」。
金代仿照辽代，共设五个都城，除中都外，还有四个陪都南京开封府、北京大定府、东京辽阳府和西京大同府。其中后三个陪都就在辽的中京大定府、东京辽阳府和西京大同府的原址。
1213年，成吉思汗三路攻金之战中，金中都遭到蒙古军围困。金宣宗贞祐三年五月初二（1215年5月31日），金中都被蒙古军队攻破，城池被毁，后来的元大都基本上是另起炉灶。

## 建筑
中都仿照北宋汴京之规制，在辽南京城基础上扩建。中都城东南角，在今永定门火车站西的四路通；东北角在宣武门内翠花街；西北角在军博南黄亭子；西南角在凤凰嘴村。东城墙自四路通向北，穿过明清护城河，越过今陶然亭公园、黑窑厂、潘家河沿（今潘家胡同）、虎坊桥西、梁家园，在北新华街西侧与北墙相接，城墙上三门：施仁、宣曜、阳春。中都南城，西起凤凰嘴，笔直向东，途经鹅房营、万泉寺等地。南三门：端礼、丰宜、景风。有人考证，今天的右安门大街、牛街、长椿街至闹市口一线，就是金中都时南北通衢。
中都及其附近州县人口超過一百萬，城内人口约四十万，是当时世界上至关重要的繁华商业大都市。当时金世宗将皇族贵戚全部迁到中都，为了断绝退路，还将旧都上京会宁府（今黑龙江阿城南白城子）的宫殿豪宅彻底夷毁。大批贵族官僚阶层的进入中都，使得中都商业迅速发展。史籍记载:完颜雍注重减轻赋税，缓和民族矛盾，休养生息，使农业得到发展，商业繁荣，市场兴盛。这段时期史书称之为“小尧舜”。完颜亮在中都之东开通了潞河，潞城因此改名通州，西面则建成卢沟桥（金大定二十九年，1189年始建石桥，三年后的金章宗明昌三年建成，当时称广利桥），使西南陆路各种货物可以直接进入中都。金代还首创了漕运形式，即从水路运送粮米到京城中都。

## 城池
金中都呈正方形，大体位置在今西城区西南部，北城墙在复兴门内大街以南大约500米。现丰台区卢沟桥乡还存有金中都水关遗址等西、南城墙遗址3处。
1984年，金中都城遗迹作为“古遗址”被定为北京市文物保护单位。金中都城遗迹主要位于丰台区，是中都城残存的城墙南垣与西垣遗迹。现存城墙残垣主要位于丰台区的凤凰嘴村、高楼村、万泉寺与马连道，是研究北京城市与历史变迁的重要实物。